# ジャビル・サイド＝ゲルニ
ジャビル・サイド＝ゲルニ（アラビア語: جابر سعيد جورني、ローマ字: Djabir Saïd-Guerni 、1977年3月29日 - ）は、アルジェリアの陸上競技選手。2000年シドニーオリンピックの銅メダリストである。アルジェ出身。

## 経歴
サイド＝ゲルニは、13歳で陸上を始め、15歳の時には1200mで3分18秒を記録し、中距離にその才能を発揮し始めていた。19歳になった1996年に800mで初めてアルジェリア選手権を制し、同年のシドニーで行われた世界ジュニア選手権の1500mにも出場したが予選で敗退している。これ以後、サイド＝ゲルニは父親のコーチのもとトレーニングを行うこととなった。
1999年は、サイド＝ゲルニにとって躍進の年となった。軍人世界選手権で優勝。さらに、8月の世界選手権では1分44秒18で、デンマークのウィルソン・キプケテル、南アフリカ共和国のヘゼキエル・セペングに次いで3位となり銅メダルを獲得した。
2000年のシドニーオリンピックでは、開会式においてアルジェリア選手団の旗手を務めた。800mに出場し、ドイツのニルス・シューマン、デンマークのキプケテルに次ぐ3位となり、銅メダルを獲得した。シューマンとは100分の8秒差という激戦であった。さらに、2003年のパリで行われた世界選手権では、1分44秒81で、ロシアのユーリー・ボルザコフスキーに100分の3秒という僅差の末勝利。世界チャンピオンとなった。
2004年アテネオリンピックでも、2大会連続で開会式においてアルジェリア選手団の旗手を務めた。800mで決勝に進出したものの7位となり表彰台に手が届かなかった。その後、度重なる故障のため、2007年に現役を引退した。

## 自己ベスト
- 400m - 46秒15 (2000年3月12日:キャンベラ)
- 800m - 1分43秒09 (1999年9月3日:ブリュッセル)
- 1000m - 2分14秒52 (1999年9月5日:リエティ)

## 主な実績
| 年   | 大会                   | 場所                             | 種目         | 結果 | 記録      |
| ---- | ---------------------- | -------------------------------- | ------------ | ---- | --------- |
| 1998 | アフリカ陸上選手権     | ダカール(セネガル)               | 800m         | 3位  | 1分46秒31 |
| 1999 | 世界陸上選手権         | セビリヤ(スペイン)               | 800m         | 3位  | 1分44秒18 |
| 1999 | オールアフリカゲームズ | ヨハネスブルグ(南アフリカ共和国) | 800m         | 2位  | 1分45秒32 |
| 2000 | アフリカ陸上選手権     | アルジェ(アルジェリア)           | 800m         | 1位  | 1分45秒88 |
| 2000 | アフリカ陸上選手権     | アルジェ(アルジェリア)           | 4×400mリレー | 1位  | 3分05秒45 |
| 2000 | オリンピック           | シドニー(オーストラリア)         | 800m         | 3位  | 1分45秒16 |
| 2002 | アフリカ陸上選手権     | ラデス(チュニジア)               | 800m         | 1位  | 1分45秒52 |
| 2002 | IAAF陸上ワールドカップ | マドリッド(スペイン)             | 800m         | 2位  | 1分44秒03 |
| 2003 | 世界陸上選手権         | パリ(フランス)                   | 800m         | 1位  | 1分44秒81 |
| 2004 | オリンピック           | アテネ(ギリシャ)                 | 800m         | 7位  | 1分45秒61 |
| 2005 | 世界陸上選手権         | ヘルシンキ(フィンランド)         | 800m         | 5位  | 1分45秒31 |